# Gustav Krist
Gustav Krist (* 29. Juli 1894 in Wien; † 27. Februar 1937 ebendort)  war ein österreichischer Redakteur, Teppichhändler, Abenteurer und Reiseschriftsteller.

## Leben
Gustav Krist wurde als Sohn des Möbeltischlers Franz Krist († 3. September 1942 in Wien) und seiner Ehefrau Franziska Krist († 1914–1918) in Wien geboren. Gustav Krist hatte drei Brüder, von denen Franz Krist im Ersten Weltkrieg fiel.
Gustav Krist geriet im Ersten Weltkrieg am Fluss San in russische Kriegsgefangenschaft, in der er nach mehreren Zwischenstationen in Turkestan eingesetzt wurde. Nach Schätzungen von Historikern waren bis zu 200.000 Soldaten der österreichisch-ungarischen Armee in Russisch-Turkestan und Buchara in Kriegsgefangenschaft. Krist konnte aus dem Lager fliehen und marschierte nach Süden bis in die persische Stadt Täbris, dort fand er Arbeit bei einem Teppichhändler, er reiste mit ihm durch das Land, um Wolle und Teppiche einzukaufen.
1916 marschierte die zaristische Armee in Persien ein, wo Krist festgenommen wurde und wiederum in ein Lager kam. Im Zuge der Oktoberrevolution wurden die Kriegsgefangenen zu Genossen, die im Kampf gegen die Bourgeoisie als Verbündete verstanden wurden, insoweit frei, saßen aber in Zentralasien fest, weil durch den Krieg zwischen den Roten und Weißen keine Reisemöglichkeit nach Europa bestand, weil der Weg mitten durch das Kriegsgebiet geführt hätte.
Krist wurde vom Emirat Buchara als Arbeitskraft angeworben, um eine Banknotendruckerei aufzubauen. Religiöse Fundamentalisten sahen aber in Geldscheinen modernes Teufelswerk und stürmten die Druckerei, bevor diese die Produktion aufnehmen konnte.
Krist konnte danach über Petrograd ins Baltikum und über Preußen nach Österreich zurückkehren, wo er Anfang 1922 in Wien ankam.
Da er sich aber in Wien keine neue Existenz aufbauen konnte, reiste er nach Persien, wo er wieder beim Teppichhändler in Täbris arbeiten konnte. Ebendort wollte er aus Lust am Abenteuer die Gegend der ehemaligen Gefangenenlager in Turkestan bereisen; da aber damals Turkestan Sperrgebiet für Ausländer war, überschritt er mit gefälschten Dokumenten die Grenze. Da Turkestan nun zur Autonomen Sozialistischen Sowjetrepublik Turkestan umgestaltet wurde, wurde er in den Städten Samarkand und Buchara mit einem Kulturkrieg gegen die Zentren der islamischen Gelehrsamkeit und Zivilisation konfrontiert. Tausende Agitatoren überschwemmten das Land um die kommunistischen Ideen zu verbreiten. Krist überwinterte bei Stämmen im Pamir-Gebirge und konnte das zu Ende gehende Nomadentum miterleben. Nach mehr als einem Jahr in Turkestan kehrte er nach Persien zurück und in weiterer Folge reiste er wieder nach Wien.
In Wien gründete Krist 1929 als Ein-Mann-Unternehmen die Zeitschrift Die Teppich-Börse. Internationales Fachblatt für die Erzeugung und den Handel mit allen Arten Teppichen, Decken, Möbelstoffen und Linoleum.
Jahre später schrieb Krist seine Erinnerungen nieder, das Buch Pascholl Plenny aus 1936 beschreibt seine Kriegsgefangenschaft, das Buch Allein durchs verbotene Land: Fahrten durch Zentralasien. aus 1937 beschreibt seine zweite und diesmal freiwillige Reise in dieser Region.

## Publikationen
- Pascholl Plenny! Seidel Verlag, Wien 1936.
- Allein durchs verbotene Land. Fahrten in Zentralasien. Seidel Verlag, Wien 1937.